# DT Virginis
DT Virginis även känd som Ross 458, är en dubbelstjärna i norra delen av stjärnbilden Jungfrun. Den har en kombinerad skenbar magnitud av ca 9,79 och kräver åtminstone en stark handkikare eller ett mindre teleskop för att kunna observeras. Baserat på parallax enligt Gaia Data Release 2 på ca 86,9 mas, beräknas den befinna sig på ett avstånd på ca 37,5 ljusår (ca 11,5 parsek) från solen. Den rör sig närmare solen med en heliocentrisk radialhastighet på ca -12 km/s. År 1960 klassificerade den amerikanske astronomen O. J. Eggen stjärnan som medlem i Hyadernas rörelsegrupp baserat på dess rörelse genom rymden, men den anses nu vara en trolig medlem i Carina Near rörelsegrupp.

## Egenskaper
Primärstjärnan DT Virginis A är en röd dvärgstjärna i huvudserien av spektralklass M0.5. Den har en massa som är ca 0,55 solmassa, en radie som är ca 0,47 solradie och har ca 0,044 gånger solens utstrålning av energi från dess fotosfär vid en effektiv temperatur av ca 3 500 K. Det är en ung, magnetiskt mycket aktiv stjärna med hög rotationshastighet och stark Hα-emission. Stjärnan har stjärnfläckar som täcker 10–15 procent av ytan.

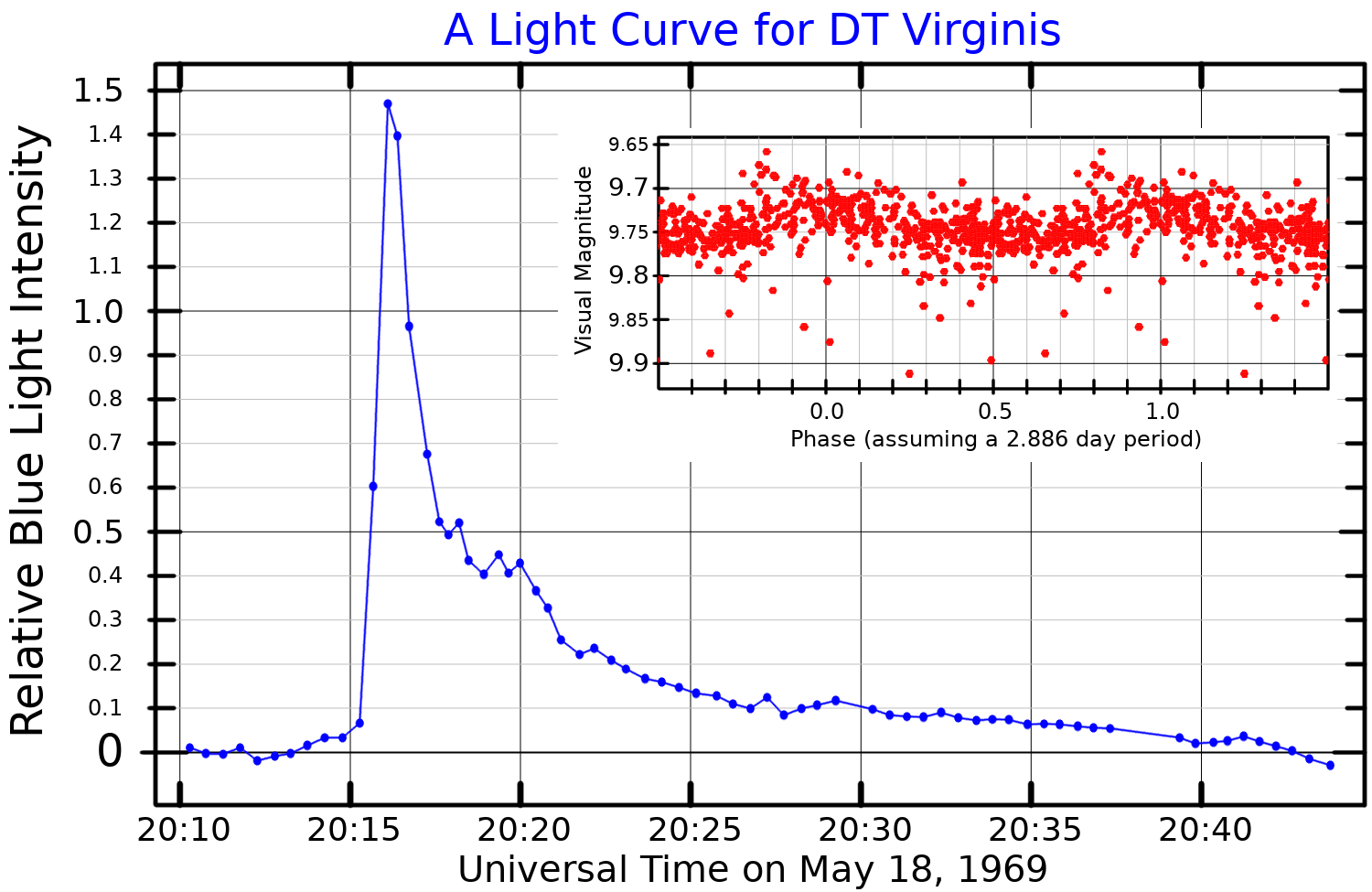
Ljuskurva för DT Virginis. Huvudplotten, anpassad från Shakhovskaya (1969), visar intensiteten hos en flare i förhållande till stjärnans vilande intensitet. Det infällda diagrammet, anpassat från Kiraga (2012), visar den periodiska variationen.

DT Virginis är en astrometrisk dubbelstjärna med en omloppsperiod av 14,5 år där båda stjärnorna är röda dvärgar med låg massa och minst en av dem är en flarestjärna. Tidiga massuppskattningar placerade följeslagaren nära den substellära gränsen, och den föreslogs ursprungligen som en brun dvärg men anses nu vara röd dvärg av sen typ. Stjärnan nämndes 1957 av M. Petit som en misstänkt variabel.

## Planetsystem
En avlägsen planetarisk följeslagare till dubbelstjärnan upptäcktes 2010. Den är troligen en brun dvärg av spektraltyp T8 med en uppskattad rotationsperiod på 6,75 ± 1,58 h. Objektet varierar något i ljusstyrka, vilket kan bero på ojämna moln.
| Planet | Massa         | Halv storaxel (AE) | Siderisk omloppstid (d) | Excentricitet | Inklination | Radie |
| ------ | ------------- | ------------------ | ----------------------- | ------------- | ----------- | ----- |
| c      | 11,3 ± 4,5 MJ | 1,168              | -                       | -             | -           | -     |